# Альбаредо-Арнабольди
Альбаре́до-Арнабо́льди (итал. Albaredo Arnaboldi) — коммуна в Италии, находится в регионе Ломбардия, в провинции Павия.
Население составляет 201 человек (2008), плотность населения составляет 22 чел./км². Занимает площадь 9 км². Почтовый индекс — 27040. Телефонный код — 0385.
Покровителями коммуны почитаются святой Иоанн Предтеча, празднование 24 июня, и святой апостол Андрей Первозванный.

## Демография
Динамика населения:

## Администрация коммуны
- Официальный сайт: